# 斎藤信也
斎藤 信也（さいとう しんや、1962年 - ）は、日本の元子役、俳優。

## 人物
『ウルトラマンタロウ』で共演した篠田三郎によると、撮影現場には父親が常に同伴していたといい、はしゃぐことも無い子だったという。

## 出演作品

### テレビ
- オーイわーいチチチ（1966年、NTV）
- 河童の三平 妖怪大作戦 第19話「妖怪村の復讐鬼」（1969年、NET）
- 特別機動捜査隊（NET）
  - 第368話「涙の子守唄」（1969年）
  - 第414話「愛の水平線」（1969年）
  - 第429話「愛の日記」（1970年）
  - 第473話「盛り場刑事」（1970年）
  - 第498話「女の縮図」（1971年）
- 水戸黄門 第3部（TBS）
  - 第9話「愛のむち -浜松-」（1972年） - 喜一郎
  - 第13話「死をかけた願い -桑名-」（1972年） - 春千代
- 青春をつっ走れ(CX/松竹)(1972年) - 秋夫
- ウルトラシリーズ（TBS）
  - 帰ってきたウルトラマン 第41話「バルタン星人Jrの復讐」（1972年） - 山内ススム
  - ウルトラマンA 第6話「変身超獣の謎を追え!」（1972年） - 小山敦
  - ウルトラマンタロウ（1973年 - 1974年） - 白鳥健一
- 木枯し紋次郎 第1部 第10話「土煙に絵馬が舞う」（1972年）- 新吾　※「斉藤信也」名義
- シルバー仮面ジャイアント 第25話「輝け!! シルバーレインボー」・第26話「アンドロメダ2001」（1972年、TBS） - 大原紀久男

### 映画
- 渡世人（1967年、東映）
- 日本侠客伝 斬り込み（1967年、東映）
- 懲役十八年 仮出獄（1967年、東映）
- 座頭市血煙り街道（1967年、大映）
- とむらい師たち（1968年、大映） - 少年時代のガンメン
- ひとり狼（1968年、大映）
- 怪談雪女郎（1968年、大映）
- 講道館破門状（1968年、大映）
- 前科・仮釈放（1969年、日活）
- 女左膳 濡れ燕片手斬り（1969年、大映）

### CM
- ナショナル掃除機「隼（はやぶさ）」（1972年） - 隼を呼ぶ少年